# Girenbad (Hinwil)

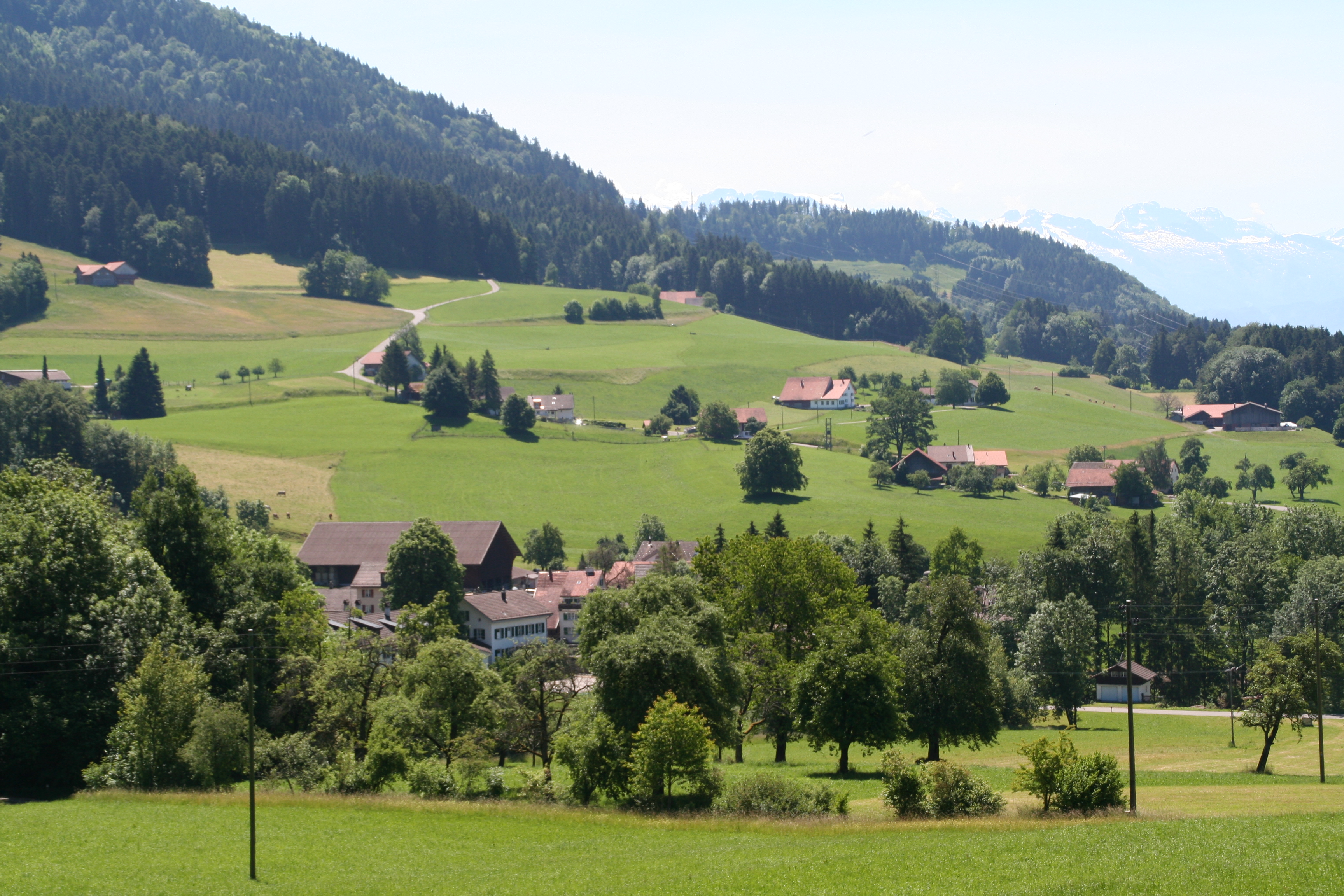
Girenbad

Girenbad (auch Gyrenbad) ist ein als Aussenwacht bezeichneter Ortsteil der Gemeinde Hinwil im Kanton Zürich in der Schweiz. In der Aussenwacht gibt es zwei Käsereien, die schon mehrmals für ihre Kreationen ausgezeichnet wurden. Eine davon produziert das «Girenbader Chöpfli». Die Landschaft um Girenbad ist geprägt von der Landwirtschaft, dem grössten Arbeitgeber in Girenbad. 

## Lage
Girenbad liegt in einer flachen Mulde an den Hängen des Allmen auf 800 m ü. M. Südlich liegt die Aussenwacht Wernetshausen, westlich die Aussenwacht Ringwil. Nördlich grenzt die Aussenwacht an die Gemeinde Bäretswil.

## Geschichte
Girenbad wurde das erste Mal 1432 in den Aufzeichnungen des Klosters Rüti erwähnt. Dem Wasser aus der Aussenwacht wurde eine heilende Wirkung zugeschrieben. Noch heute zeugen die grossen Steinhäuser „Schlössli“ und das Kurhaus Girenbad aus dieser touristischen Zeit. Das Kurhaus ist heute nach jahrelanger Nutzung als Heilbad und danach noch als Restaurant ein Wohnhaus in Privatbesitz. 
1961 fand die Rennrodel-WM im Natureiskanal oberhalb von Girenbad statt. Die Strecke war 1200 Meter lang und überwand eine Höhendifferenz von 140 Metern. Noch heute lässt sich die Strecke der Bahn im Gelände nachverfolgen. Die Ruine Bernegg liegt nicht weit vom Parkplatz Girenbad entfernt im Wald. Der Tenorsänger Joseph Schmidt starb im Restaurant Waldegg im Jahre 1942 nach einer Krankheit an Herzversagen. Er war von den Nationalsozialisten aus Deutschland geflüchtet und im Internierungslager Girenbad interniert.
Im Jahre 2019 wurde die Schule Girenbad 150 Jahre alt.

## Persönlichkeiten
- Joseph Schmidt (1904–1942), Sänger
- Ueli Maurer (* 1950), Bundesrat